# Niegrzeczni faceci
Niegrzeczni faceci (ang. Men Behaving Badly) – brytyjski sitcom emitowany pomiędzy 1992 a 1999 rokiem, początkowo w sieci ITV, a później w BBC One.
Scenariusz napisał Simon Nye. Przez 7 sezonów powstały łącznie 44 odcinki. Powstał również remake serialu – Niegrzeczni panowie.

## Obsada
- Martin Clunes – Gary Strang (44 odcinki)
- Lesley Ash – Deborah (42 odcinki)
- Caroline Quentin – Dorothy (42 odcinki)
- Neil Morrissey – Tony Smart (38 odcinków)
- Ian Lindsay – George (25 odcinków)
- Valerie Minifie – Anthea (25 odcinków)
- Dave Atkins – Les (10 odcinków)
- John Thomson – Ken (7 odcinków)
- Harry Enfield – Dermot (występował tylko w pierwszym sezonie w 6 odcinkach, później zastąpiony przez Morriseya)
- Robin Kermode – Ray (3 odcinki)
- Simon Nye – Clive (2 odcinki)
- Cristina Avery – Joy (2 odcinki)
- Peter Doran – Graham (2 odcinki)
- Richard Strange – Neville (2 odcinki)
- Dido Miles – Cath (2 odcinki)
- Race Davies – Sally-Anne (2 odcinki)

## Wersja polska
Polska wersja powstała na zlecenie kanału Wizja Jeden.

Wersja polska: Master Film

Reżyseria: Elżbieta Jeżewska

Dialogi polskie: Wojciech Szymański

Dźwięk: Elżbieta Mikuś

Montaż: Jan Graboś

Kierownictwo produkcji: Ewa Chmielewska

W wersji polskiej udział wzięli:
- Jacek Mikołajczak – Gary
- Piotr Szwedes – Tony
- Małgorzata Pieńkowska – Dorothy
- Magdalena Wołłejko – Deborah
- Jacek Rozenek – Ben
- Mirosława Krajewska – Penny
- Eugeniusz Robaczewski – Tato
- Elżbieta Jędrzejewska – Sylwia